# Yves Gyldén
Yves Olof Hugo Emil Gyldén (* 10. November 1895 in Orgères, Frankreich; † 18. Mai 1963) war ein schwedischer Kryptologe, Rugbyspieler, Übersetzer und Autor.

## Leben
Yves Gyldén wurde als Sohn eines schwedischen Vaters, Olof Gyldén (1867–1943), und einer französischen Mutter, Yvonne Gyldén (1873–1943), geborene Hédal, in Frankreich geboren, wo sein Vater als Diplomat tätig war. Er war Urenkel von Nils Abraham Gyldén (1805–1888), Professors der griechischen Sprache, und Enkel des Astronomen Hugo Gyldén (1841–1896). Yves wuchs in Frankreich auf und lebte von 1908 bis 1911 in Argentinien, nachdem sein Vater dorthin versetzt worden war. Im Jahr 1914 beendete er seine Schulausbildung, wurde 1917 Reserveoffizier und absolvierte 1924 die École de préparation à la vie publique in Paris. Aufgrund seiner Mehrsprachigkeit (schwedisch, französisch und spanisch) und seinen internationalen Erfahrungen fiel es ihm leicht, für verschiedene Handelsunternehmen tätig zu werden. Von 1919 bis 1927 war er Exportmanager für die Huileries de Boubaix et d'Odessa in Paris. Im Jahr 1928 wurde er Partner in der Firma seines Vaters und blieb dort bis 1939. Zugleich arbeitete er seit 1932 als zertifizierter Übersetzer für Französisch. Ab 1939 war er Exportmanager in der Firma Astra, bevor er 1940 als Wehrpflichtiger einberufen wurde.
Yves Gyldén hatte zeitlebens ein großes Interesse an der Kryptologie. Bereits als Kind hatten ihn Geheimschriften fasziniert. Dies, kombiniert mit seinem sprachlichen und mathematischen Talent, gab ihm eine exzellente Basis für seine spätere schriftstellerische Tätigkeit. Die Faszination für Kryptologie hatte er offenbar von seinem Vater „geerbt“, der ein Geschäftskollege des schwedischen Landsmanns Arvid Damm und dessen im Jahr 1915 gegründeten Firma Aktiebolaget (AB) Cryptograph (deutsch etwa: Kryptographen-Aktiengesellschaft) war. Yves Gyldén schrieb mehrere Artikel in französischer Sprache zu dieser Thematik und veröffentlichte 1931 ein schwedischsprachiges Buch über die Leistungen des Chiffrenbüros im Weltkrieg. Yves Gyldén lehrte Kryptographie und Kryptoanalyse an diversen Militärschulen und wurde seit den 1930er Jahren als schwedischer Pionier und führender Experte auf diesem Gebiet gezählt.
Während dieser Zeit arbeitete er auch mit seinem Landsmann Boris Hagelin (1892–1983) zusammen, dem späteren Gründer der berühmt-berüchtigten Crypto AG in der Schweiz. Dieser entwickelte bereits in den 1930er Jahren diverse Rotor-Chiffriermaschinen, darunter die sogenannten C-Maschinen. Das Modell C-35 wurde durch Beiträge von Yves Gyldén erheblich verbessert, insbesondere durch seinen Vorschlag eines zusätzlichen, sechsten Schlüsselrads. Daraus entstand das Modell C-36. Es hatte die Größe einer Brotdose und wurde als „epochale Erfindung“ bezeichnet. Etwas später wurde es als M-209 in den Vereinigten Staaten produziert und war die während des Zweiten Weltkriegs mit mehr als 140.000 Stück am meisten eingesetzte Schlüsselmaschine der Welt.

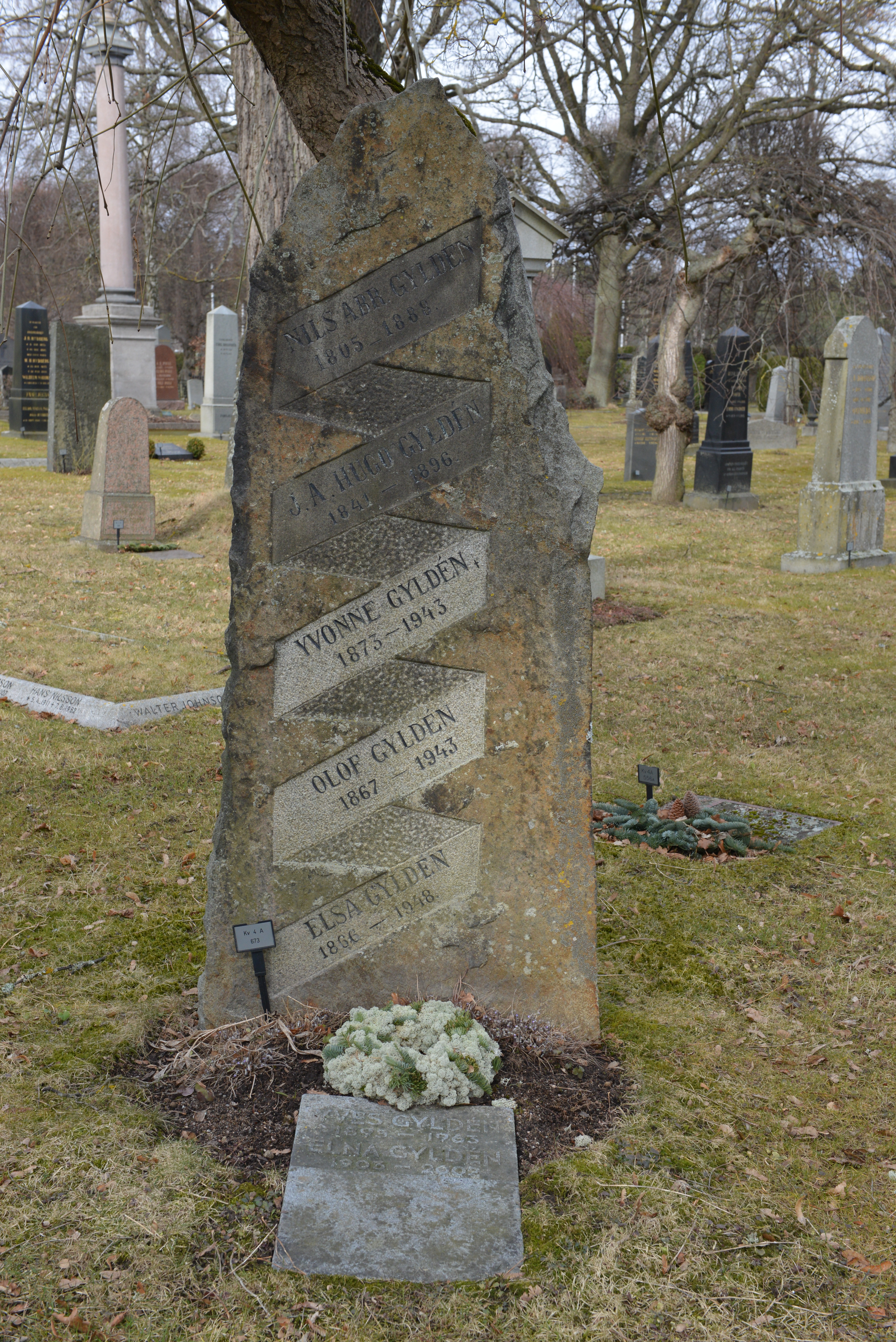
Grab der Familie Gyldén

Yves Gyldén war auch ein Pionier und Förderer des Rugby-Sports in Schweden. Während seines Aufenthalts in Frankreich spielte er selbst im Club Stade Français. Als er 1927 nach Schweden zurückkehrte, eröffnete er dort ein Rugby-Geschäft. Nachdem der schwedische Rugby-Verband 1932 gegründet worden war, wurde er dessen erster Vorsitzender und blieb es bis 1937. Im Jahr 1961 war er es für ein weiteres Jahr.
In der 1931 gedrehten französischen Spielfilm-Komödie Service de nuit spielte er eine Nebenrolle.
Yves Gyldén war verheiratet mit der Schwedin Elna Gyldén (1903–2002), geborene Schröder, die ihm den Sohn Nils Gyldén schenkte. Yves Gyldén wurde 67 Jahre alt. Er wurde am 31. Mai 1963 auf dem Norra begravningsplatsen, dem Nordfriedhof von Stockholm in Solna im Familiengrab bestattet.

## Schriften
- Chifferbyråernas insatser i världskriget till lands. („Die Bemühungen der Chiffrierbüros im Weltkrieg an Land“) Skrifter/Militärlitteraturföreningens förlag, Stockholm 1931, 99-0578882-4.[4]
- The Contribution of the Cryptographic Bureaus in the World War. Signal Corps Bulletins 1933–1934, Nos. 75–81.